# راسيل هينشاو
راسيل هينشاو (بالإنجليزية: Russ Henshaw)‏ هو متزحلق حر أسترالي، ولد في 7 يونيو 1990 في Campbelltown, South Australia ‏ في أستراليا.

## وصلات خارجية
- راسيل هينشاو على موقع الاتحاد الدولي للتزلج (التزلج الحر) (الإنجليزية)
- راسيل هينشاو على موقع اللجنة الأولمبية الدولية (الإنجليزية)
- راسيل هينشاو على موقع أوليمبيديا (الإنجليزية)
- راسيل هينشاو على موقع اللجنة الأولمبية الأسترالية (الإنجليزية)
- راسيل هينشاو على موقع ألعاب إكس (مؤرشف) (الإنجليزية)